# Aplocera dervenaria
Aplocera dervenaria là một loài bướm đêm trong họ Geometridae.